# Kfz 13
Le Kfz 13 (aussi appelé en allemand : Maschinengewehr-Kraftwagen) est le premier véhicule de reconnaissance blindé utilisé par la Reichswehr après la Première Guerre mondiale.

## Développement et production
Le développement du Kfz 13 commença en 1929 chez Daimler-Benz, sur la base d’un châssis fourni par Adlerwerke. Ce dernier était directement issu de l’Adler Standard 6, dont il conservait également le moteur six cylindres de 60 PS et la boîte de vitesses. Le véhicule n’était que légèrement protégé : 8 mm de blindage pour la caisse, mais les côtés du compartiment moteur étaient en simple tôle et la voiture était complètement ouverte sur le dessus. L’inconvénient du manque de protection était compensé par une vitesse maximale de 70 km/h sur route pour une autonomie de 300 km. L’armement était constitué d’une mitrailleuse MG 13 approvisionnée avec mille cartouches, tandis que l’équipage était constitué d’un conducteur et un tireur.
Une version non armée, le Kfz 14 (Funkkraftwagen - véhicule de communication), équipé d'un poste émetteur-récepteur à la place de la mitrailleuse, fut également produite. Son équipage était de trois personnes.
Les deux véhicules furent produits entre 1932 et 1934 à cent quarante-sept exemplaires pour le Kfz 13 et quarante pour le Kfz 14, et furent livrés à l'armée allemande à partir de 1932. 

## Histoire opérationnelle
Les Kfz 13 et Kfz 14 entrèrent en dotation dans les détachements de reconnaissance des unités motorisées en 1932, mais commencèrent à être remplacés dans ce rôle dès 1935 par les Sd Kfz 221 et 223. En 1938, ils furent totalement retirés du service dans ces unités et transférés aux groupes de reconnaissance d’unités non-motorisées, avec lesquelles ils participèrent à la invasion de la Pologne et de la bataille de France. Ils furent définitivement retirés du service actif en 1941, et seulement utilisés par la suite comme véhicules-écoles jusqu'en 1943. En novembre 1941, la Hongrie en acheta une vingtaine pour des missions de reconnaissance.

## Galerie

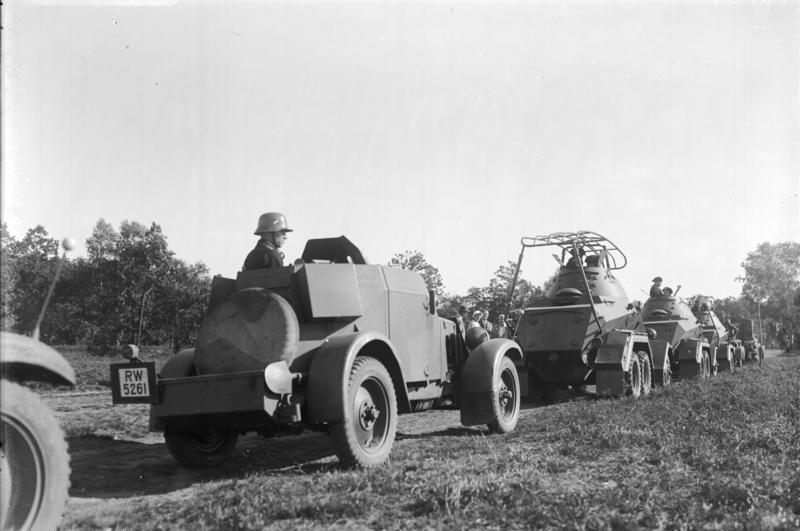
Kfz 13 (à gauche)
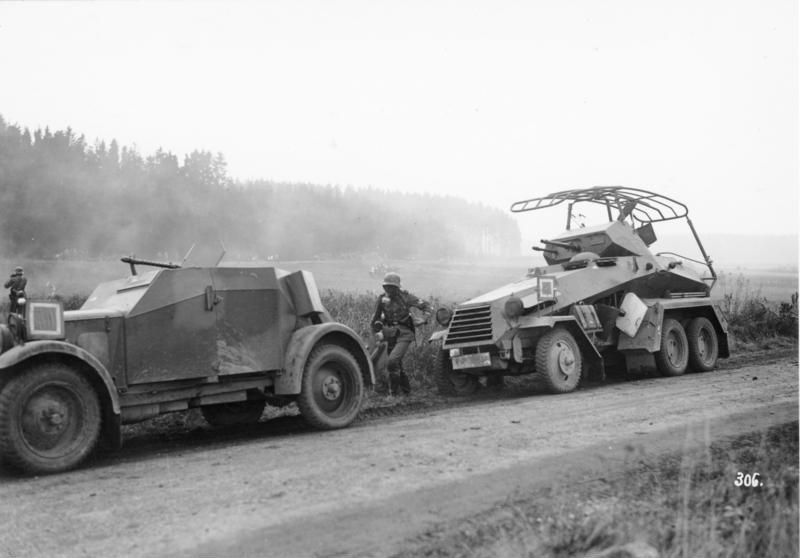
À gauche : un Kfz 13 ; à droite : un blindé Sd.Kfz. 232 avec une grande antenne cadre (véhicule de commandement et radio à 6 roues)
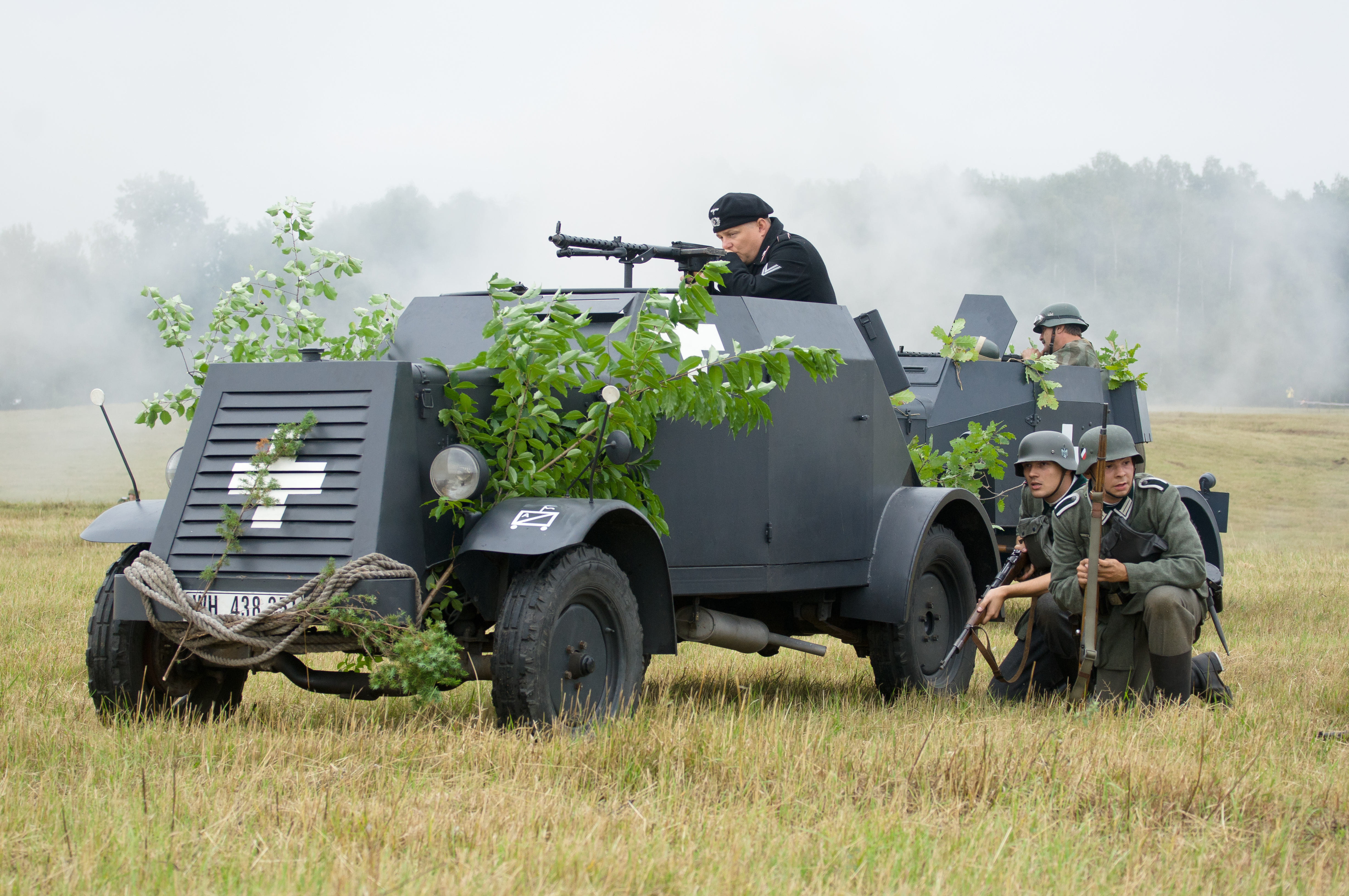
Le Kfz 13 durant une reconstitution de la bataille de Mława, 2012
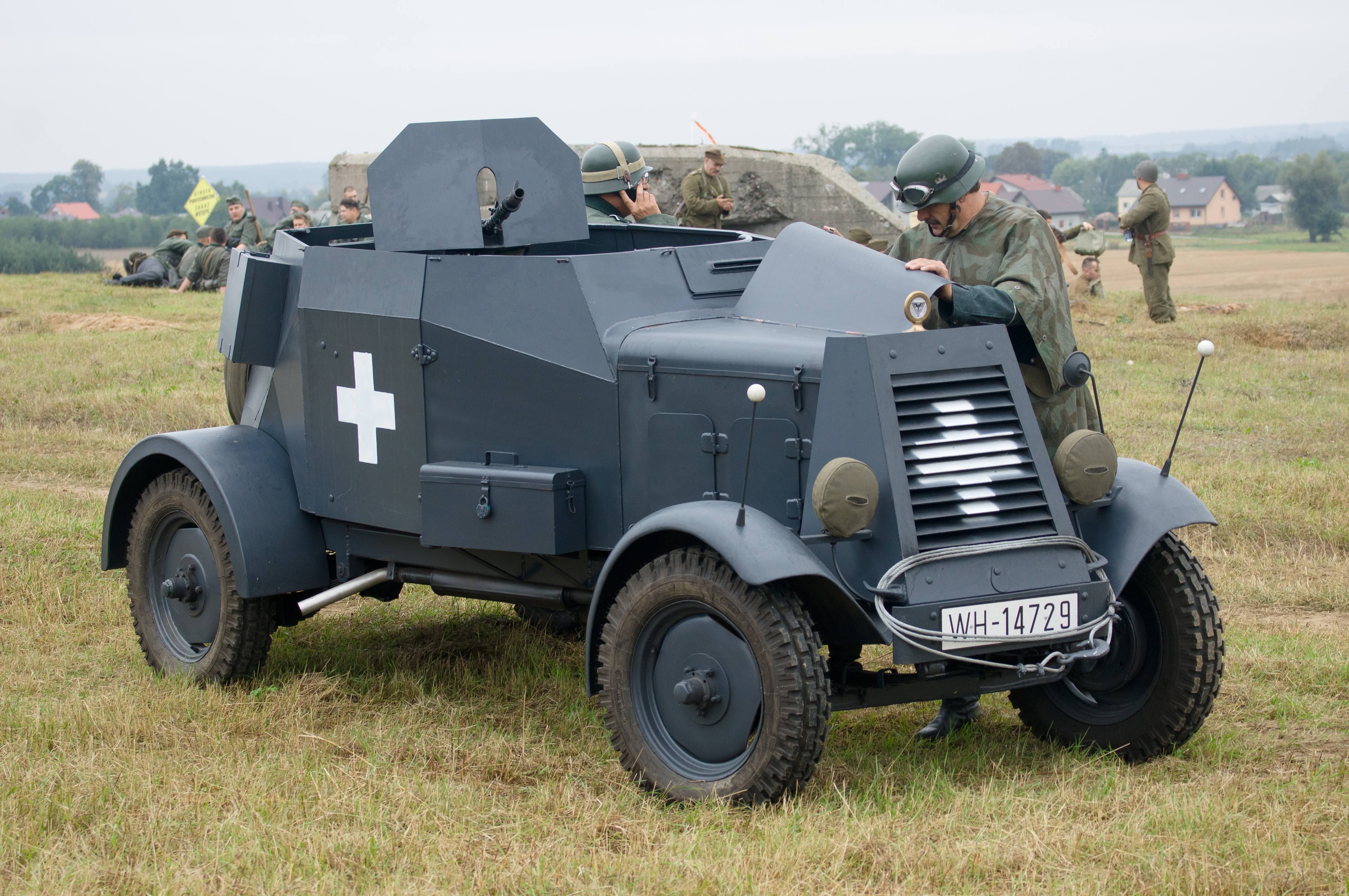
Le Kfz 13 durant une reconstitution de la bataille de Mława, 2012
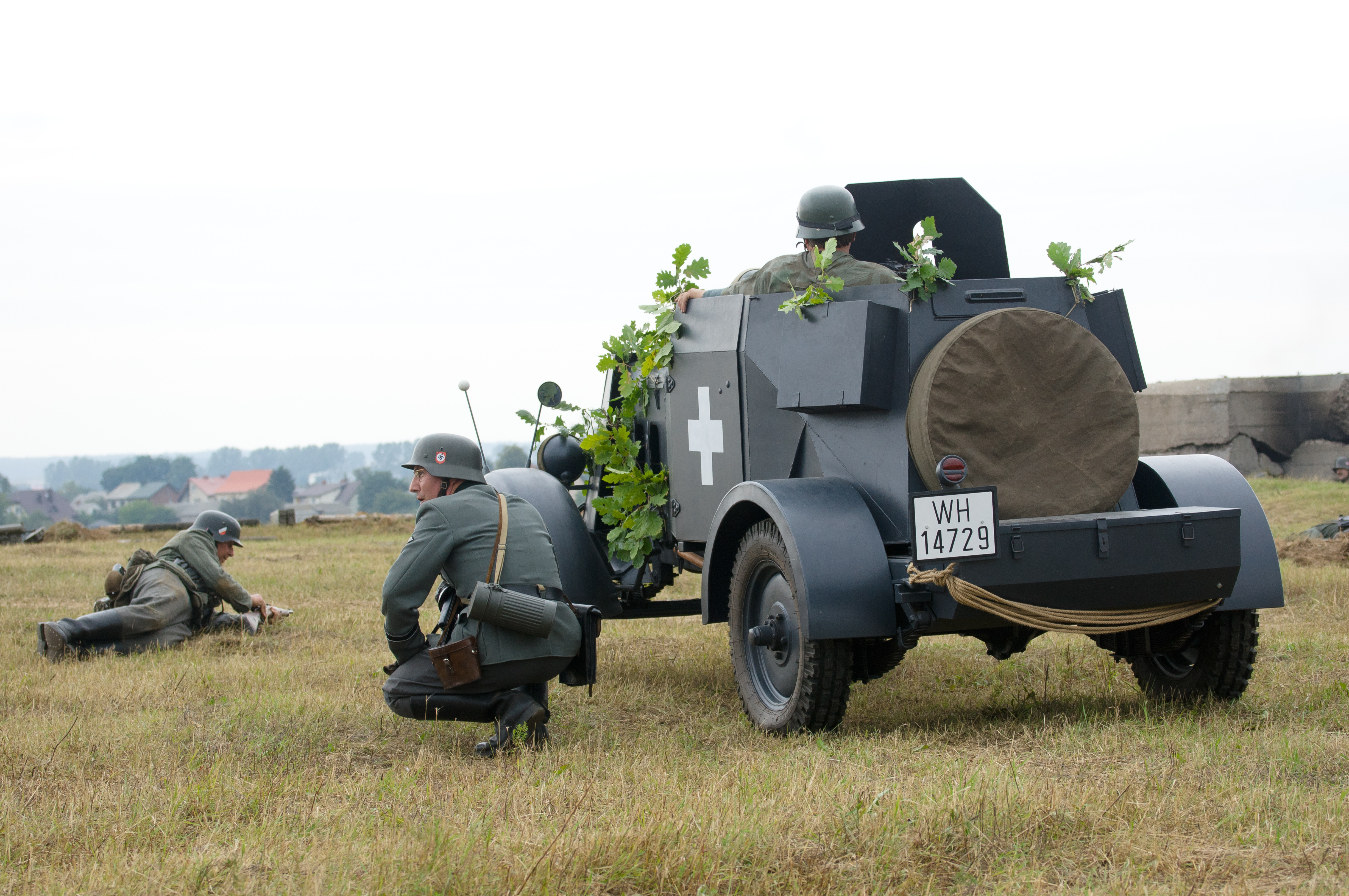
Le Kfz 13 durant une reconstitution de la bataille de Mława, 2012